# Noël en Nouvelle-Zélande
Noël est une fête chrétienne célébrant la naissance de Jésus de Nazareth. En Nouvelle-Zélande, elle est célébrée depuis le XIXe siècle, en mélangeant les traditions chrétiennes, anglophones et des éléments locaux. Elle se déroule en été, le pays étant situé dans l’hémisphère sud.

## Histoire
Noël est introduit en Nouvelle-Zélande par des missionnaires au début du XIXe siècle. La première célébration avérée date de 1814, quand le prêtre anglican Samuel Marsden donna une messe devant environ 400 maoris dans la Baie des Îles.
Noël devient un jour férié en 1873, à la suite de la publication du Bank Holidays Act. L'année suivante, l'Industrial Conciliation and Arbitration Act permet aux travailleurs d'obtenir plusieurs jours de congé, dont le 24 et 25 décembre.
L'industrie des cartes de Noël se développe à partir des années 1880. Se détachant de l'imagerie hivernale des cartes produites en Angleterre (l'Australie est à ce moment-là une colonie britannique), une majorité de cartes sont illustrées par des fleurs ou des paysages.
En 1910, le Public Holidays Act réaffirme le fait que le jour de Noël et le jour précédent (Boxing Day) sont des jours non-travaillés.
En 1932, l'église presbytérienne de Nouvelle-Zélande (en) autorise le service religieux de Noël.

## Imagerie
Pour célébrer Noël, la Nouvelle-Zélande utilise l'imagerie religieuse et hivernale de l’hémisphère nord, en y incorporant des éléments locaux. Des plantes indigènes[Lesquelles ?] sont utilisées au côté du houx et autres décorations classiques.
Le pohutukawa est un arbre sacré pour les Maoris, et est utilisé comme symbole de Noël dans le pays. Il est surnommé l'arbre de Noël de Nouvelle-Zélande (New Zealand Christmas tree).

## Nourriture
Les familles néo-zélandaises se rassemblent généralement pour un repas de Noël. Le repas traditionnel inspiré de celui qui se déroule en hiver dans l'hémisphère Nord inclut entre autres du rôti de bœuf, du pudding et des tartelettes accompagnés de vin et de bière. Les aliments d'été comme les pommes de terre, les fruits rouges et le pudding froid ont ensuite fait leur apparition. D'autres viandes comme le mouton, le poulet et la dinde se sont progressivement rajoutés à la liste d'ingrédients.
La pratique du barbecue est en augmentation depuis les années 2000, et elle est la deuxième forme de repas choisie en 2022. La même année, la pavlova est le dessert le plus plébiscité.
Des méthodes traditionnelles issues de Nouvelle-Zélande comme le hāngī sont aussi utilisées. L'anguille de Nouvelle-Zélande (appelée eel) est servie lors des festins de Noël maori (hākari kirihimete).

## Célébrations

### Festivités
Plusieurs parades de célébration sont organisées en Nouvelle-Zélande. La Farmers Santa Parade est organisée fin novembre dans la capitale, Auckland. L'édition 2024 est la 91e depuis sa création. À Auckland et Christchurch se déroulent des concerts en plein air appelés Christmas in the Park (en). L'édition 2024 est la 30e.
La tradition australienne Carols by Candlelight (en) s'est aussi exportée en Nouvelle-Zélande.
En 2018, la parade d'Auckland fait l’objet d'une controverse après le remplacement du Père Noël traditionnel par un homologue maori.

### Religion
En 2023, 32% de la population s'identifie comme chrétienne. Entre 2009 et 2013, l’église de Saint-Paul à Auckland organise le GLOW Carols by Glowstick, un évènement qui rassemble plus de 10 000 personnes.
Un sondage de 2006 indique qu'aller à la messe pour Noël était important (what's hot) pour 26% des interrogés et peu important (what's not) pour 41% d'entre eux.

## Médias
Depuis le Broadcasting Act de 1989, la publicité n'est pas autorisée à la télévision et à la radio le jour de Noël.
A 18h50 le 25 décembre, la chaine de télévision TVNZ 1 diffuse le message de Noël du monarque britannique. C'est le cas depuis au moins 1961.